# Acacia amyctica
Acacia amyctica é uma espécie de leguminosa do gênero Acacia, pertencente à família Fabaceae.